# کمان آتشفشانی

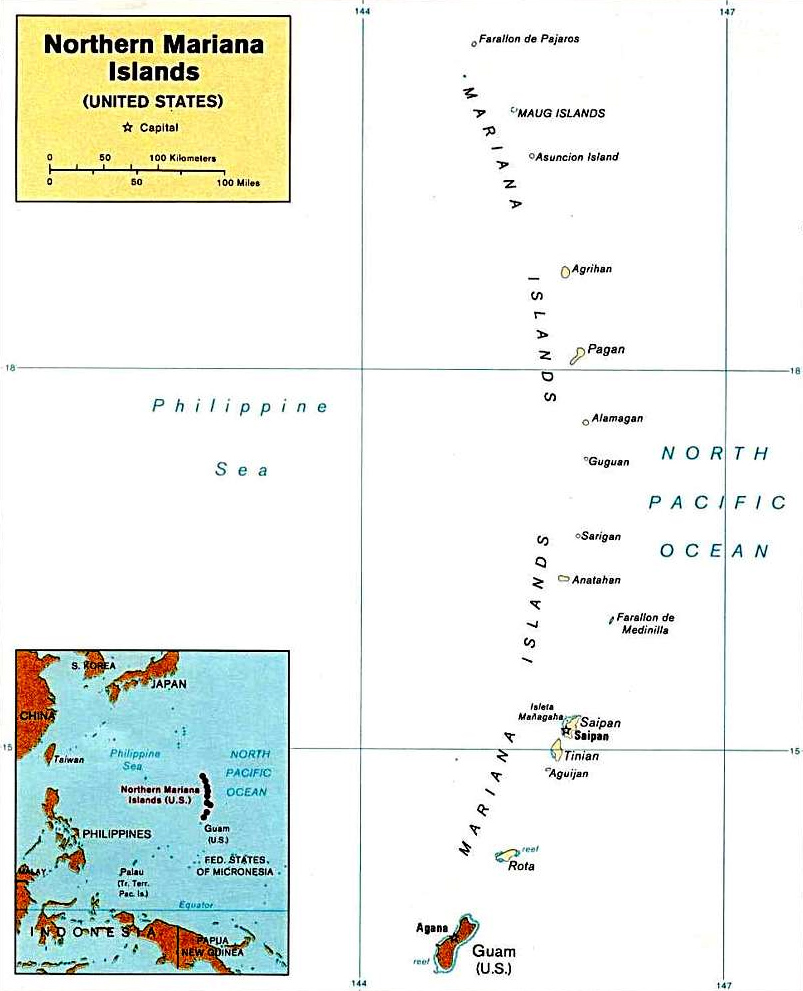
جزایر ماریانا از نوع جزیره کمانی اقیانوسی است.

کمان آتشفشانی (به انگلیسی: Volcanic arc) یا قوس آتشفشانی مجموعه و زنجیره‌ای از آتشفشان‌هاست. پوستهٔ اقیانوسی از پوستهٔ قاره‌ای سنگین‌تر است و به طور مداوم و به آرامی در حال فرورفتن به زیر قارهٔ سبک‌تر قاره‌ای است که این فرایند مهم را فرورانش می‌نامند. قوس آتشفشانی در فرایند فرورانش شکل می‌گیرد.